# 桂家雁篤
桂家 雁篤（かつらや がんとく、1850年 - 1914年1月15日）は、落語家（上方噺家）、軽口師。享年65。本名は田中 徳次郎。
初め4代目林家正三の門下で正助を名乗る。後に初代桂文團治の門下で桂篤團治を名乗る。師匠の死後、兄弟子である7代目桂文治の門下に移る。
初め初代桂梅團治と軽口のコンビを組むが、明治30年代に相棒を初代桂花咲に代え、軽口専門となって桂家雁篤に名を改める。落語家としての力量は不明だが、軽口のボケ役としては天下一品であったと伝える。
若年時から禿頭であったため「禿徳」とあだ名される。元は7代目桂文治の弟弟子であり、文治も一目置いていたため、三友派の中で大きな権力を握った。
それゆえ他の芸人からも煙たがられる存在であり、それを嫌った初代桂春団治、5代目笑福亭松喬らが自宅に放火し襲撃を計画していたこともあった。（寄席の大小でもめていた。）
1909年6月に盛大な引退興行を行い、その後は舞台から退く。